# Carl Philip Teller
Carl Philip Teller, född 9 juni 1860 i Köpenhamn, död där 25 februari 1909, var en dansk väg- och vattenbyggnadsingenjör.
Teller tog 1882 examen vid Polyteknisk Læreanstalt, blev 1882 ingenjörsassistent vid Köpenhamns hamnväsende, där han under 16 år medverkade i de omfattande arbetena på bland annat Refshaleøen och Köpenhamns redd samt särskilt vid anläggandet av frihamnen. 
År 1898 blev Teller (efter Ludvig Ferdinand Holmberg) professor i vattenbyggnad vid Polyteknisk Læreanstalt, en post till vilken han genom sina teoretiska kunskaper och betydande praktiska verksamhet var mycket lämpad. Samtidigt fortsatte han sin praktiska ingenjörsverksamhet, bland annat vid projekteringen av spärrdämningen med strömreglerings- och slussanläggning i Kalvebod Strand samt utvidgningen av bland annat Svaneke, Masnedsund och Hundested hamnar. 
Teller var bland annat medlem av flera ministeriella kommissioner angående vattenbyggnadsfrågor. Från 1900 till sin död var han en mycket verksam ledamot av Gentofte-Hellerup sockenråd och innehade flera kommunala förtroendeuppdrag.